# The Canadian Entomologist
The Canadian Entomologist ist das seit 1868 existierende, auf Insekten fokussierte Fachblatt der Entomological Society of Canada. Dabei befasst es sich mit allen Feldern der Insektenforschung, wie Systematik und Morphologie, molekulare und Entwicklungsbiologie, Ökologie und Verhalten, Biodiversität und Evolution, Insektenmanagement, entomologische Technologie und weiteren Feldern dieser Wissenschaft. Die Fachzeitschrift erscheint alle zwei Monate.